# Арайши (станция)
А́райши (латыш. Āraiši) — железнодорожная станция в Латвии, на неэлектрифицированной линии Рига — Лугажи. Открыта в 1897 году в составе Псково-Рижской железной дороги. До 1934 года станция носила название Арайжи.
Находится на территории Драбешской волости Цесисского края.